# 杜日章
杜日章（1558年—？年），號錦吾，四川順慶府南充縣人，明朝政治人物。

## 生平
萬曆十年（1582年）壬午科四川鄉試舉人，萬曆二十年（1592年）壬辰科第三甲第七十七名進士。禮部觀政，授湖廣承天府推官，二十六年升户部主事，管禄米倉，二十九年升郎中，三十一年丁憂。三十五年起补工部添注郎中，三十八年二月升貴州佥事，官至云南按察司兵备副使。四十一年考察。

## 家族
曾祖杜節；祖杜紹芳；父杜成人，廪生。